# Bercaeopsis monticola
Bercaeopsis monticola är en tvåvingeart som först beskrevs av Carroll William Dodge 1956.  Bercaeopsis monticola ingår i släktet Bercaeopsis och familjen köttflugor. Inga underarter finns listade i Catalogue of Life.